# Косач, Пётр Антонович

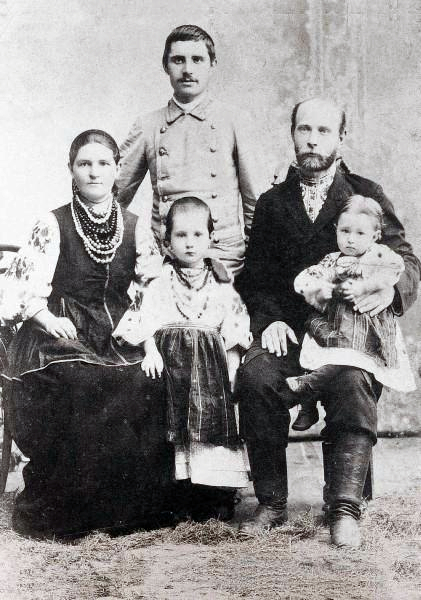
Семья Косачей

Пётр Антонович Косач (укр. Петро Антонович Косач; 1 января 1842, Мглин, Черниговская губерния — 15 [28] апреля 1909, Киев) — украинский юрист, общественный деятель, педагог, действительный статский советник, меценат, член организации «Старая громада».
Отец М. Косача, Леси Украинки, Н. Косача, О. Косач-Кривинюк и И. Косач-Борисовой. Муж Ольги Петровны Драгомановой-Косач.

## Биография
Родился в г. Мглин на Черниговщине (ныне город Брянской обл., РФ) в дворянской семье, которая вела своё начало якобы от сербского наместника Боснии и Герцеговины Стефана Косача. Мать - Мария Степановна из рода Черняховских. После смерти матери (3 ноября 1848) рос и воспитывался под опекой тетки Прасковьи, старшей сестры матери. Учился в Чернигове в  гимназии. В 1859 поступил в Петербургский университет на математический факультет, через год перевёлся на юридический факультет. За участие в студенческих волнениях исключён со 2-го курса. Переехал в Киев и поступил в Киевский университет  на юридический факультет, который закончил в 1864 году со степенью кандидата. В 1865 был назначен секретарём киевского присутствия в судебных делах.  В 1866 г. командирован в г. Новоград-Волынский для выполнения обязанностей председателя съезда мировых посредников, впоследствии был утверждён на этой должности. Женился на  писательнице Ольге Косач , в семье родилось шестеро детей:
- Михаил (1869—1903) — украинский учёный-метеоролог и писатель.
- Лари́са (псевдоним Леся Украинка; 1871—1913) — украинская поэтесса и писательница, переводчица, деятель культуры.
- Ольга (1877—1945) — украинская и советская писательница, литературовед, переводчик, библиограф, этнограф, врач по образованию.
- Исидора (1888—1980) — украинская публицистка, общественная деятельница.

Похоронен в Киеве на Байковом кладбище рядом со своей семьёй.

## Награды
- орден Святого Станислава ІІ степени,
- орден Святой Анны ІІ степени,
- орден Святого Владимира IV степени